# THE ALPHA
THE ALPHA（ジ・アルファ）は日本のロックバンド。1989年4月解散。

## メンバー
| 人名                           | 生年月日                                 | 出身地                         | 血液型 | 担当                             | 愛称                 |
| ------------------------------ | ---------------------------------------- | ------------------------------ | ------ | -------------------------------- | -------------------- |
| 村上啓介 （むらかみ けいすけ） | 1955年7月3日（69歳）                     | 熊本県上益城郡山都町(旧矢部町) | B型    | リーダー ボーカル・ギター        | 啓介さん             |
| 後藤郁美 （ごとう いくみ）     | 1954年8月16日 - 2024年12月13日（70歳没） | 大分県別府市                   | B型    | ボーカル・ピアノ                 | ゴッツァン、あいくる |
| 佐藤邦治 （さとう くにはる）   | 1959年2月24日（66歳）                    | 熊本県熊本市                   | A型    | ドラム・コーラス                 | サツク               |
| 高浜輝夫 （たかはま てるお）   | 1958年4月27日（66歳）                    | 熊本県葦北郡芦北町             | B型    | ベース                           | トツ                 |
| 矢賀部竜成 （やかべ たつなり） | 1957年1月1日（68歳）                     | 熊本県上天草市                 | A型    | シンセサイザー・マニピュレーター | やーさん             |

### サポートメンバー
| 人名                         | 生年月日               | 出身地       | 血液型 | 担当   | 愛称                 |
| ---------------------------- | ---------------------- | ------------ | ------ | ------ | -------------------- |
| 為山五朗 （ためやま ごろう） | 1959年11月21日（65歳） | 宮崎県宮崎市 | A型    | ギター | タメゴロー、五朗さん |

### 過去に在籍したメンバー
| 人名                         | 生年月日              | 出身地       | 血液型 | 担当                 | 愛称                 |
| ---------------------------- | --------------------- | ------------ | ------ | -------------------- | -------------------- |
| 小森田実 （こもりた みのる） | 1959年2月10日（66歳） | 大分県日田市 | O型    | ボーカル・キーボード | コモッタ(1984年当時) |

## 来歴

### デビューまで
- 1982年、村上啓介・矢賀部竜成・高浜輝夫・佐藤邦治の4人でALPHAを結成[注 1]。
  - また、この時ヤマハ関連が開催する音楽コンテストである「L-MOTIONグランプリ大会」などに参加しており、熊本の大谷楽器地下にかつて存在したペパーランドなどで頻繁にライブを行っていた。

- 福岡のヤマハセンターにて『ヤマハポピュラーソングコンテスト』の常連で、九州地区のライバルだった小森田実と知り合い、ALPHA & 後藤郁美 & 小森田実として『第24回ヤマハポピュラーソングコンテスト』に「ドキドキTalking」出場し、入賞を獲得した[2]。

### デビュー
- 1983年、後藤郁美が正式加入し、5月15日に行われた『第25回ヤマハポピュラーソングコンテスト』で小森田実 & ALPHAとして「フォリナー」で出場し、グランプリを獲得[3][注 2]
- 7月11日に六本木ナバーナにてデビューコンベンションを行い、7月13日にデビューシングルとして「フォリナー」がフィリップス・レコードからリリースされた。
- 1984年、10月に小森田実が脱退。同12月にチャゲ&飛鳥のサポート開始[注 3][4]。
- 1985年、メルダックに移籍と同時に、The ALPHAと改名。11月にシングル「夢じかけロマンス」をリリースした。
- 1987年、1月にチャゲ&飛鳥のサポート解消。The ALPHA Projectとしての個人活動開始。その後、他ミュージシャンのサポート等の期間を経る。
- 1989年4月11日に日清パワーステーションにて行われたライブを最後に解散。

## 解散後

### 90年代
- 1989年4月、村上啓介がMULTI MAXを結成。1998年7月に、ソロ活動開始。
- 同年5月、佐藤邦治が德永英明のサポート（1997年まで）、1990年10月に、後藤郁美・矢賀部竜成が、德永のサポートを開始した（矢賀部は1997年、後藤は2003年まで）。また、後藤は、村上のソロ活動の1部ライブのサポートも担当した。
- 高浜輝夫は、陣内のバックバンドを1991年まで務めた後、ビデオ発売とアニメ映画を中心とする映画音楽監督を担当した。
- 矢賀部竜成・佐藤邦治・後藤郁美は活動停止後に村上啓介がメンバーとして参加したMULTI MAXのサポートメンバーとして一部アルバム及びツアーで出演していた（佐藤は1991年のみ）[注 4]。
- サポートメンバーの為山五朗は陣内大蔵のライブ・レコーディングにてサポートとして出演しており、後に德永及び矢沢永吉のサポートを担当した。また、村上のソロ活動1部ライブサポートも担当した。

### 2023年現在
- 村上啓介は、2010年～2011年・2014年のChageのライブサポートを務めた。また、都内の新宿SACTにてMULTI MAXのサポートメンバーであった関淳二郎、惠美直也と共に月1回のソロライブを行っている。
- 矢賀部竜成は、1998年から故郷である熊本にて音楽活動を開始し、2023年よりソロライブを開催。不定期にライブ開催を行っている。
- 佐藤邦治は、澤近泰輔がプロデュースする宇海のサポートメンバーを2020年以降務めている。また、2023年に行われた『ASKA Premium Concert Tour Wonderful World 2023』よりASKAバンドも務めている。
- 高浜輝夫は、2000年代まで映画音楽監督を担当した後、勤務開始時期不明ではあるが都内にてタクシー運転手をしているという[注 5]。
- 後藤郁美は、2000年後半から故郷である大分に戻り、不定期的であるが音楽活動を行っている。また、ピアノ教室も開催していた時期もあった。2024年12月13日、病気により死去[1]。
- サポートメンバーである為山五朗は、前述のライブサポートを歴任した後、現在は故郷である宮崎にて不定期に音楽活動を行っている。

## ディスコグラフィー

### シングル
| #                                            | 発売日                                       | タイトル                                     | B面                                          | 規格                                         | 規格品番                                     |
| フィリップス・レコード 小森田実 & ALPHA 名義 | フィリップス・レコード 小森田実 & ALPHA 名義 | フィリップス・レコード 小森田実 & ALPHA 名義 | フィリップス・レコード 小森田実 & ALPHA 名義 | フィリップス・レコード 小森田実 & ALPHA 名義 | フィリップス・レコード 小森田実 & ALPHA 名義 |
| -------------------------------------------- | -------------------------------------------- | -------------------------------------------- | -------------------------------------------- | -------------------------------------------- | -------------------------------------------- |
| 1st                                          | 1983年7月13日                                | フォリナー                                   | ローマの平日                                 | EP                                           | 7PL-126                                      |
| 2nd                                          | 1983年12月20日                               | Moon light dance                             | サザントレイン                               | EP                                           | 7PL-137                                      |
| メルダック The ALPHA 名義                    |                                              |                                              |                                              |                                              |                                              |
| 3rd                                          | 1985年11月21日                               | 夢じかけロマンス                             | 3度目のカサブランカ                          | EP                                           | 7MEA-2                                       |
| 4th                                          | 1986年5月21日                                | Sensation (Special Remix)                    | MIRAGE UTOPIA                                | 12inch                                       | MEAR-1                                       |
| 5th                                          | 1986年7月21日                                | 水のナイフ                                   | WHY STILL LOVE (Instrumental)                | EP                                           | 7MEA-7                                       |
| 6th                                          | 1987年4月21日                                | 夏を待てずに                                 | Rāmā Yana (Instrumental)                     | EP                                           | 7MEA-14                                      |

### アルバム

#### オリジナル・アルバム
|                           | 発売日                    | タイトル                  | 規格                      | 規格品番                  |
| メルダック The ALPHA 名義 | メルダック The ALPHA 名義 | メルダック The ALPHA 名義 | メルダック The ALPHA 名義 | メルダック The ALPHA 名義 |
| ------------------------- | ------------------------- | ------------------------- | ------------------------- | ------------------------- |
| 1st                       | 1985年12月21日            | SENSATION                 | LP                        | MEL-2                     |
| 1st                       | 1985年12月21日            | SENSATION                 | CT                        | MEC-2                     |
| 1st                       | 1986年1月21日             | SENSATION                 | CD                        | MED-2                     |

#### ミニ・アルバム
|                           | 発売日                    | タイトル                  | 規格                      | 規格品番                  |
| メルダック The ALPHA 名義 | メルダック The ALPHA 名義 | メルダック The ALPHA 名義 | メルダック The ALPHA 名義 | メルダック The ALPHA 名義 |
| ------------------------- | ------------------------- | ------------------------- | ------------------------- | ------------------------- |
| 1st                       | 1986年9月21日             | 閃 SEN                    | LP                        | 20ML-1                    |
| 2nd                       | 1986年11月16日            | 凛 RIN                    | LP                        | 20ML-3                    |

#### コンピレーション・アルバム
|                           | 発売日                    | タイトル                  | 規格                      | 規格品番                  |
| メルダック The ALPHA 名義 | メルダック The ALPHA 名義 | メルダック The ALPHA 名義 | メルダック The ALPHA 名義 | メルダック The ALPHA 名義 |
| ------------------------- | ------------------------- | ------------------------- | ------------------------- | ------------------------- |
| 1st                       | 1986年12月16日            | 閃の夢、凛の愛            | CD                        | MED-14                    |

### 未発売曲
- 『lyrical(リリカル)』・・・taka-QCMソング1988年頃

- 『BELIEVE』『Bon Voyage』・・・MULTI MAXの1stアルバム「HEAVEN」の収録曲となっており、MULTI MAXでのライブでも披露されている。
- 『恋は愚かと言うけれど』『For All My Friends』・・・村上のソロアルバムにて収録されている他、ソロライブて何度か披露されている。

## 出演

### ラジオ
- ALPHA今夜はセンセーション（1986年10月 - 1989年3月、KBCラジオ）

## 当時の音楽業界からの評価
- 安全地帯と同じAORという音楽ジャンルだったこと・メンバー構成が5人ということやデビュー経緯が似ていることもあり、「ポスト安全地帯」・「九州出身の安全地帯」と評されていた。また、当時チーフマネージャーであった渡邉徹二(当時のALPHAがバックバンドを務めていたCHAGE and ASKAのチーフマネージャーでもある。)も意識していたと語っている。[注 6][5]
- 1986年当時、同じデジタルロック・ファンクの音楽ジャンルであった、まだブレイク前のTM NETWORKのライバルとされ、将来性のあるバンドと音楽関係者から評されていた[5]。
- 上記の2つに伴い、「スタイリッシュで都会的な大人のデジタルサウンド」を売りにしていた。
- 演奏力について高評価されており、パワフルでタイトな演奏をアピールポイントとしていた。NSP平賀和人からも「技巧派グループ」[6]と称されており、1984年1月にゲスト出演した谷山浩子のオールナイトニッポンにて、ALPHAの演奏を聴いた谷山浩子からも「凄い!なんでそんなに上手いの?」と絶賛していた。このためバックバンドを務めたCHAGE and ASKA以外のヤマハ系アーティストのバックバンドやスタジオミュージシャンとしての活動も度々行っていた。更に、1986年12月3日の夜のヒットスタジオにて、田原俊彦のバックバンドを務めたこともあった。[7]特に村上啓介のエレキギターについては評価されていた。
- また、コーラスもでき、これが決め手となりCHAGEandASKAのバックバンドに決定された。
- 「モーニングムーン」、「黄昏を待たずに」などといったリリースされる前の原曲がALPHAのアレンジでライブにて披露されていた。

## バックバンド歴
前述の通り数多くのヤマハ系アーティストを中心としたバックバンドやスタジオミュージシャンを担当していた。
- 1984年：NSP 中村貴之 ソロライブ

- 1984年10月～1987年1月：CHAGE and ASKA

- 1986年12月3日：フジテレビ系・夜のヒットスタジオ／田原俊彦[注 7]

- 1987年3月：TBS系・LIVE-G／野田幹子[注 8]

この他、陣内大蔵、兵藤ゆきなど

## エピソード
- ALPHAというバンド名はアマチュア時代フュージョン系の曲を演奏していたこともあり、その流行りに便乗する形で仮名で付けられた。更に、仮名で付けた後の、宮崎のライブハウスでライブが行われた際に、観覧に来ていた当時ALPHAを気に入っていたマスターの店が「ALPHA」だったことから正式のバンド名となった。名付け親は矢賀部竜成である[8]
- チャゲ&飛鳥のバックバンドを務めていた頃にマネージャーである渡辺徹二からチャゲ&飛鳥のサインを練習するようにと言われ、練習していた（1番上手かったのは渡辺当人）
- THE ALFEEと名前が似てることもあり、間違われることがあり、当時の新聞テレビ欄ザ・ベストテンにて、「ALFEE」が出演予定のところを「ALPHA」と誤表記されたことがあった[9]
- ALPHA初期の頃、同じ九州出身でヤマハ振興会関連のミュージシャンである「クリスタルキング」、「世良公則&ツイスト(メンバーのふとがね金太が九州出身)」、「長渕剛」、「チャゲ&飛鳥」と合同合宿を行っていた[10]。
- 佐藤邦治のニックネームである「サツク」は、「サトクニ」▶「サトク」▶早口で訛って「サツク」になった。
- 1983年8月～12月の間、中野新橋のスタジオ付一軒家にて合宿生活を行っていたが、野村義男の父が当時経営していた「野村モーターズ」が目の前だった[11]。後にALPHA解散後の1989年11月4日放送の「ヒットスタジオR&N」にて、野村義男は「THE GOOD-BYE」のメンバーとして、村上啓介は「MULTI MAX」のメンバーとして共演することとなった。
- 「音楽をやっていなかったら今頃何をやっていたか?」の質問に対し、小森田「コピーライター」・村上「商業デザイナー」・矢賀部「プロマージャン、プロボーラー」・高浜「釣り紀行」・後藤「TVでの悪役」と回答している。
- リーダーの村上の意向でTHE ALPHAの制作アルバム・シングルのベースとドラムはほぼ打ち込みにて構成されていた[12]。
- 1986年当時ファン向けにホットラインサービスがあった[12]。